# Avenida
Avenida è una stazione della linea Blu della metropolitana di Lisbona che sorge al centro di Avenida da Liberdade. La stazione è stata inaugurata nel 1959 e fa parte del primo tratto della rete.